# オットー・ヤーン
オットー・ヤーン（Otto Jahn 1813年1月16日 - 1869年9月9日）は、ドイツの考古学者、文献学者、美術と音楽に関する著作家。

## 生涯
キールに生まれる。キール大学、ライプツィヒ大学、ベルリン大学で大学教育を終えた後、フランスとイタリアを3年かけて旅してまわる。ローマではアウグスト・エミール・ブラウンの作品に大きく影響を受けた。1839年にキールで私講師となり、1842年にはグライフスヴァルト大学にて考古学と文献学の特別教授に就任している。1845年に常任の教授に昇進した。
1847年にライプツィヒで考古学の教授職を得るが、1848年から1849年にかけての政治的運動に加わったことを理由にテオドール・モムゼン、モーリッツ・ハウプトとともに大学を解雇される。1855年、ボンにおいて古器物科学の教授、学術的美術博物館の館長に任用された。この場所に勤める間、ベルリンにてフリードリヒ・ヴィルヘルム・エドゥアルト・ゲルハルトの後任としての依頼を辞退している。
彼が著したヴォルフガング・アマデウス・モーツァルトの伝記は、モーツァルトの生誕100周年にあたる1856年に刊行された。この業績はその学術的手法により称賛され、その後もヘルマン・アーベルト、クリフ・エイセンによる改定を経て現在も用いられている。
1869年にゲッティンゲンにて没した。
著名な門人には古典考古学者、文献学者のフーゴ―・ブリュンマーがいる。

## 主要作品
- 考古学:
  - Palamedes (1836)

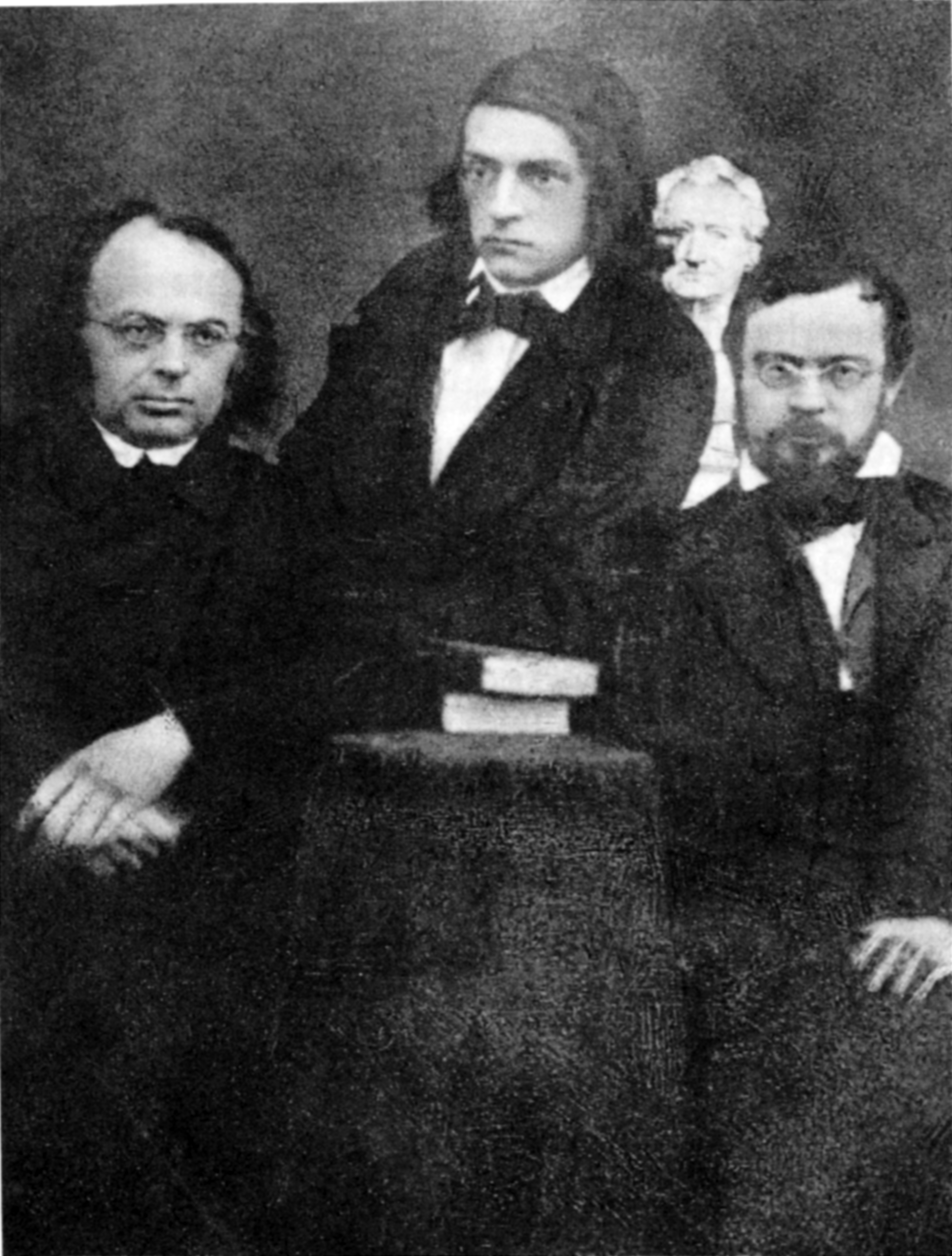
ハウプト、モムゼン、ヤーン。ゲーテの胸像の前で ライプツィヒ 1848年。

  - Telephos und Troilos (1841)
  - Die Gemälde des Polygnot (1841)
  - Pentheus und die Mänaden (1841)
  - Paris und Oinone (1844)
  - Die hellenische Kunst (1846)
  - Peitho, die Göttin der Überredung (1847)
  - Über einige Darstellungen des Paris-Urteils (1849)
  - Die Ficoronische Cista (1852)
  - Pausaniae descriptio arcis Athenarum (3rd ed., 1901)
  - Darstellungen griechischer Dichter auf Vasenbildern (1861)
- 文献学:
  - ユウェナリス、ペルシウス（英語版）、スルピシア（英語版）のクリティカル・エディション （第3版はフランツ・ビュヘラー（英語版）による 1893年）
  - ケンソリヌス（英語版） (1845)
  - Florus (1852)
  - キケロの『Brutus』（第4版 1877年）と『Orator』（第3版 1869年）
  - リティウスの『Periochae』 （1853年）
  - アプレイウスの『Psyche et Cupido』（第3版 1884年、第5版 1905年）
  - 『Longinus』（1867年、 J. Vahlen編 1905年）
- 伝記、美学:
  - 『Ueber Mendelssohn's Paulus』 （1842年）
  - 『Biographie Mozarts』 （第3版 H. Deiters編 1889年-1891年、英訳 P. D. Townsend 1891年）[注 2]
  - 『ルートヴィヒ・ウーラント』 (1863年)
  - 『Gesammelte Aufsätze über Musik』 （1866年）
  - 『Biographische Aufsätze』 （1866年）

『Griechische Bilderchroniken』はヤーンの死後、甥のアドルフ・ミハエリスによって出版された。ミハエリスはAllgemeine Deutsche Biographieにヤーンの網羅的な伝記を執筆している。